# Shabeellaha Dhexe
Shabele Mitjà (somali: Shabeellaha Dhexe; àrab: شبيلي الوسطى, Xabīlī al-Wusṭà) és una regió administrativa (gobolka) al centre de Somàlia.

## Geografia i població
Limita amb les regions somalis de Galguduud, Hiiraan, Shabeellaha Hoose i Banaadir, i amb l'oceà Índic.
Té uns 22.000 km² de superfície i el riu Shabele (Shabeelle) travessa la regió. Com a part de la regió de Mogadiscio o del Banaadir, la capital era Muqdisho fins al 1982 en què la regió es va dividir en tres, i Jowhar va assumir la capitalitat del Shabele Mitjà.
La població abans del 1984 era de 352.000 habitants i actualment el consell regional assegura que són 1.600.000. Els clans principals són els hawiye (subclans dels abgaal - el principal- i galjecel) i el shiidle; altres clans amb certa presència són els mobilen, kabole i hilibi.

## Districtes
La regió es va crear el 1982 amb quatre districtes: 
- Jowhar
- Ballcad o Balcad o Bal'ad
- Caadale o Adale o Cadale
- Adan Yabal o Aadan Yabaal
- Gumarow or Gumaroow

Després es van afegir:
- Gumaroow
- War Sheikh o Warsheikh
- Mahaday o Mahadaay Weyn
- Runirgon

## Economia
La regió es dedica principalment a l'agricultura (entre 100 i 500 mm de precipitació anual) i la pesca (400 km de línia marítima a l'oceà Índic)

## Història
La seva història forma part de la del Banadir (regió històrica) i de la colònia de Benadir (després Somàlia Italiana) i de la Vall del Shabele.
Creada com a regió administrativa després del 1982, probablement per compensar la balança de clans al crear les regions el règim de Siad Barre, va romandre sense incidents fins al 1991. Després de la caiguda e Barre, la regió fou feu del Muhammad Fara Hassan, àlies Aydid. Després de l'evacuació de les forces de l'ONU el 1995 Aydid va dirigir el territori fins a la seva mort el 1996, però les milícies del clan habar gedir (dirigides pel seu fill) i els seus aliats van continuar a la regió fins al 2006 quan la Unió de Corts Islàmiques va imposar el seu poder i finalment van entrar a Mogadiscio el juny, avançant llavors cap a Jowhar que fou ocupada el 13 de juny del 2006.
A finals de desembre del 2006 les forces etíops eren a la regió i van ocupar Jowhar el 27 de desembre. Durant el 2007 es van reorganitzar els islamistes que van formar (setembre), units a altres grups i clans, l'Aliança pel Nou Alliberament de Somàlia, i el 2008, després d'ocupar diverses ciutats i temporalment la capital regional (per dues vegades, el 26 de març i 9 d'abril), Jowhar fou ocupada el 27 d'abril i es va establir la xara sota el xeic Daahir Adow Alasow. L'agost del 2008 el xeic va anunciar que no donava suport especial a cap de les dues faccions islamistes en què s'havia dividit l'Aliança pel Nou Alliberament de Somàlia: la facció radical i la que havia negociat un acord a Djibouti amb el Govern Federal de Transició (dirigides per Sheik Shariif i per Sheik Hasan Daahir), però que en tot cas no uniria les seves forces a les del govern federal i tampoc volia el desplegament de les forces de l'Aliança a la regió del Shabele. De fet l'Aliança estava esclatant en faccions i clans.